# كيني إيفانز
كيني إيفانز (بالإنجليزية: Kenny Evans)‏ هو منافس ألعاب قوى أمريكي، ولد في 6 أبريل 1979 في باين بلاف في الولايات المتحدة.

## وصلات خارجية
- كيني إيفانز على موقع الاتحاد الدولي لألعاب القوى (الإنجليزية)
- كيني إيفانز على موقع اللجنة الأولمبية الدولية (الإنجليزية)
- كيني إيفانز على موقع أوليمبيديا (الإنجليزية)